# Hořovice
Hořovice é uma cidade checa localizada na região da Boêmia Central, distrito de Beroun.

## Historia
Hořovice foi fundada entre 1303 e 1322 com uma feitoria, posteriormente reconstruída e ampliada em um castelo de estilo gótico. Devido aos frequentes incêndios na cidade (1540, 1590, 1624, 1639, 1690 e 1694) e reconstruções, quase todos os documentos da arquitetura gótica e renascentista foram destruídos.

## Influencia judia
Um dos sobrenomes judeus mais difundidos como Horovitz, Horowitz e suas variações é originário da cidade, que durante o final da Idade Média tinha uma das populações judaicas mais substanciais no Reino da Boêmia e rabinos e líderes comunitários.